# Dennis Coffey
Dennis James Coffey (* 11. November 1940 in Detroit, Michigan) ist ein US-amerikanischer Studio-Gitarrist, der besonders durch seine Tätigkeit als Sessiongitarrist bei den Funk Brothers für das Plattenlabel Motown Records ab 1967 bekannt wurde.

## Karriere

Dennis Coffey - Scorpio

Dort spielte er bei Aufnahmen für die Temptations (Cloud Nine) oder den Isley Brothers (It's Your Thing) mit dem für seine Gitarrenarbeit typischen Wah-wah-Effekt. Seine Arbeit ist auch zu hören bei Marvin Gayes I Want You, R.J.'s Latest Arrival, The Jackson Five und David Ruffin.
Er machte Aufnahmen mit Fusion- und Jazz-Rock für das Label Sussex. 1971 hatte er einen eigenen Hit mit dem Instrumentaltitel Scorpio als Dennis Coffey & The Detroit Guitar Band. Die Single erreichte Platz 6 der Popcharts in den Vereinigten Staaten und verkaufte sich über eine Million Mal. Die nachfolgende Single Taurus erreichte noch Platz 18 der Hot 100. Mit gleich zwei Alben, Evolution und Goin' For Myself, kam er zudem 1972 in die Albumcharts. Zusammen mit Luchi De Jesus komponierte er 1974 den Soundtrack zum Blaxploitation-Film Black Belt Jones: Freie Fahrt ins Jenseits.
Coffey verblieb beim Label Sussex bis 1975, als er zu Westbound wechselte. Er gab mehrere Singles und LPs als Interpret heraus mit „Wings of Fire“. Er wurde populär in der englischen Jazz-Funk-Szene im Jahr 1977 und produzierte und koproduzierte in diesem Jahr C.J. & Co. und landete einen weiteren Hit mit Devil's Gun.
In den 1980er Jahren produzierte Coffey ein Album für High Fashion und arbeitete mit Mike Theodore (mit dem er schon seit 1971 arbeitete) und Kashif. Sein bislang letztes Studioalbum erschien 2011, Dennis Coffey. Zwei weitere Albumveröffentlichungen, Hot Coffey In The D (2016) und One Night At Morey’s: 1968 (2018), enthielten historische Aufnahmen aus dem Jahre 1968.

## Diskografie

### Alben
| Jahr | Titel               | Höchstplatzierung, Gesamtwochen, AuszeichnungChartsChartplatzierungen (Jahr, Titel, Platzierungen, Wochen, Auszeichnungen, Anmerkungen) | Anmerkungen |
| Jahr | Titel               | US | Anmerkungen |
| ---- | ------------------- | --- | ----------- |
| 1971 | Evolution           | US36 (25 Wo.)US |             |
| 1972 | Goin’ For Myself    | US90 (14 Wo.)US |             |
| 1973 | Electric Coffey     | US189 (6 Wo.)US |             |
| 1976 | Finger Lickin’ Good | US147 (7 Wo.)US |             |

Weitere Alben
- Hair and Thangs (1969)
- Instant Coffey (1974)
- Dance Party (1974)
- Gettin’ It On (1975)
- Back Home (1976)
- Sweet Taste of Sin (1978)
- Under The Moonlight (1989)
- Motor City Magic (1990)
- Rise of the Phoenix (2006)
- Dennis Coffey (2011)

### Singles
| Jahr | Titel Album                       | Höchstplatzierung, Gesamtwochen, AuszeichnungChartsChartplatzierungen (Jahr, Titel, Album, Platzierungen, Wochen, Auszeichnungen, Anmerkungen) | Anmerkungen |
| Jahr | Titel Album                       | US | Anmerkungen |
| ---- | --------------------------------- | --- | ----------- |
| 1971 | Scorpio Electric Coffey           | US6 Gold · (17 Wo.)US |             |
| 1972 | Taurus Goin’ For Myself           | US18 (12 Wo.)US |             |
| 1972 | Getting It On / Ride, Sally, Ride | US93 (4 Wo.)US |             |

Weitere Singles
- Getting It On ’75
- Our Love Goes On Forever (1977)
- Wings Of Fire/Free Spirit (1977)